# 豚もおだてりゃ木に登る
豚もおだてりゃ木に登る（ぶたもおだてりゃきにのぼる）とは、日本語のことわざの一つであり、普段は無能な者でも、おだててその気にさせると期待以上の成果を出すことがあるという譬え（たとえ）である。これとは別に、不可能なことの譬えとして「豚の木登り」ということわざもある。

## 沿革
これ以前の用例があるか詳らかではないが、昭和20年代から30年代（1945年 - 1964年）には福島県会津地方で使用されていた。1997年の『動植物ことわざ辞典』には掲載されている。ただし、2000年の『岩波ことわざ辞典』には、「ことわざとしての市民権を得ていない」旨の記述がある。より新しい事典（辞典）にはそのような注釈は見られない。
1972年 - 1973年に漫画家のつのだじろうが雑誌『ビッグコミック』に掲載した「WHY SERIES」の一篇に「豚もおだてりゃ木にのぼる」という漫画が存在し、つのだは同作がきっかけでこの言葉が広まったと主張している。
1977年 - 1979年に放送されたテレビアニメ『ヤッターマン』の第60話以降に登場したドロンボーのコクピットメカの一つ「おだてブタ」が放った台詞がきっかけで爆発的に普及する。初めは流行語の一種として、やがて一般的な日本語の語句として定着し、本のタイトルや造形芸術のテーマにもなる。
2016年（平成28年）、会津若松市出身の笹川ひろし（タツノコプロ顧問＝当時）は、朝日新聞の取材に対し、「ヤッターマン発祥だと勘違いされるのですが、会津でどこかのおじさんが話していた慣用句」だと答えている。